# Crella elegans
Crella elegans är en svampdjursart som först beskrevs av Schmidt 1862.  Crella elegans ingår i släktet Crella och familjen Crellidae.
Artens utbredningsområde är Adriatiska havet. Inga underarter finns listade i Catalogue of Life.